# Fílira
Fílira (en grec antic: Φιλύρα 'Filíra') va ser una oceànide, una nimfa, filla d'Oceà i de Tetis.
Cronos la va seduir, i per explicar la manera com ho va fer hi ha dues versions. Una tradició explica que el déu, per escapar de la gelosia de la seva dona Rea, es va transformar en cavall per prendre Fílira, i de la unió en va sortir el centaure Quiró, mig home i mig cavall, de qui es diu que va ser el primer en exercir la medicina.
L'altra versió diu que Fílira, tímida i avergonyida, va girar l'esquena al déu i es va transformar en euga per fugir. Però Cronos, adoptant la forma d'un cavall, la va posseir. Quiró va néixer al mont Pèlion, a Tessàlia, on la seva mare hi va fer cap i es va instal·lar en una cova amb ell. Més endavant Fílira el va ajudar a educar els nens que li eren confiats, sobretot Aquil·les i Jàson. Fílira va tenir cura d'Aquil·les quan era nen.